# Darkslide
De Darkslide is een skateboardtruc. Bij deze truc glijdt de skateboarder over een ledge, curb of rail, met het skateboard ondersteboven, de wielen naar boven dus.

## Geschiedenis
De eerste darkslide is gedaan in 1991, door Mark Gonzales. Hij nam het skateboard in de hand en sprong erop in darkslide-positie. Naar een idee van Mark is de eerste 'echte' darkslide geland in 1993 door Rodney Mullen, waarbij hij het skateboard eerst een halve kickflip liet maken, voordat hij over het obstakel gleed. Deze versie werd origineel half-flip darkslide genoemd, deze naam is nu vervangen door gewoon darkslide. De variant die Mark eerst deed wordt nu Caveman darkslide genoemd.

## Naam
De naam van de darkslide is ontstaan door de kleur van de griptape, omdat deze bijna altijd donker is, en omdat deze dit keer onder op het skateboard zit, omdat bij de truc het skateboard andersom is.

## Trivia
- Deze truc was een speciale truc in verschillende Tony Hawk-spellen. Pas vanaf Tony Hawk's Underground is het een truc die met een ingewikkelde knoppencombinatie ook gewoon uitgevoerd kan worden.